# Quatuor pour saxophones de Glazounov
Pour les articles homonymes, voir Quatuor pour saxophones.
Le Quatuor pour saxophones en si bémol majeur op. 109 d'Alexandre Glazounov, composé en 1932, est une pièce maîtresse du répertoire pour saxophone.

## Historique
En 1932 Glazounov, installé à Paris, se propose de composer une œuvre pour ensemble de saxophones. Il découvre cet instrument dans les clubs de jazz de Saint-Germain.
Le Quatuor de saxophones de la Garde républicaine (Marcel Mule en faisait partie) surprend Glazounov par le son très doux et chantant de leurs instruments. « J’ai peine à croire que ce sont les mêmes instruments qu’on entend dans le jazz. La clarté et la douceur de leur son m’étonne » ― écrit-il à Maximilian Steinberg. Le quatuor est terminé à l'été 1932 et créé le 14 décembre 1933 avec grand succès ce qui incite le compositeur à écrire le Concerto pour saxophone. La partition n’est cependant publiée qu’en 1959.

## Structure
L’œuvre est écrite pour quatre saxophones, chacun représentant un membre de la famille : le soprano, l’alto, le ténor et le baryton. Elle comporte trois mouvements.

### Allegro
Sur un tempo de valse, blanche pointée = 69 et après une introduction en accords, Glazounov déroule un thème romantique au saxophone soprano de caractère épique. Puis après un entrelacs rythmique, une deuxième idée à la Richard Strauss apparaît. Dans une atmosphère d'océan très agité, démarre le grand chant du ténor, puis tout se calme à nouveau. Un entrelacs de chants et contre-chants annoncent la coda finale.

### Canzona variée
La Canzona est exposée en mi bémol majeur au saxophone soprano dans un style médiéval. La première variation est confiée au saxophone alto accompagné des seuls soprano et ténor. Le baryton fera une entrée quasi pontificale dans le dernier quart.
La deuxième variation con anima (avec âme), est jouée au saxophone baryton et doit évoquer l'âme russe. La troisième variation Grave à la Schumann est inspirée des Études symphoniques pour piano de Robert Schumann et basée sur une succession de trilles. La quatrième variation Allegretto à la Chopin d'une délicatesse diaphane évoque la grande sensibilité du personnage, elle est exposée au saxophone alto. La cinquième variation est un scherzo d'un tempo modéré et exploite le détaché perlé des saxophones.

### Finale
Ce mouvement est un allegro moderato avec la noire = 96. Le thème principal très slave est exposé au saxophone soprano. Son caractère flûté est empreint d'une grande douceur. Traité sous forme de rondeau dans sa première partie, il est interrompu par un épisode très Parisien. On peut dire que ce passage marie l'âme Russe à l'esprit français. On reconnaît des bribes de la marche Hongroise de Berlioz [réf. souhaitée]. La coda finale n'est pas sans rappeler le finale du concerto pour saxophone.